# Clutia affinis
Clutia affinis là một loài thực vật có hoa trong họ Peraceae. Loài này được Sond. mô tả khoa học đầu tiên năm 1850.